# Santuário de Izumo

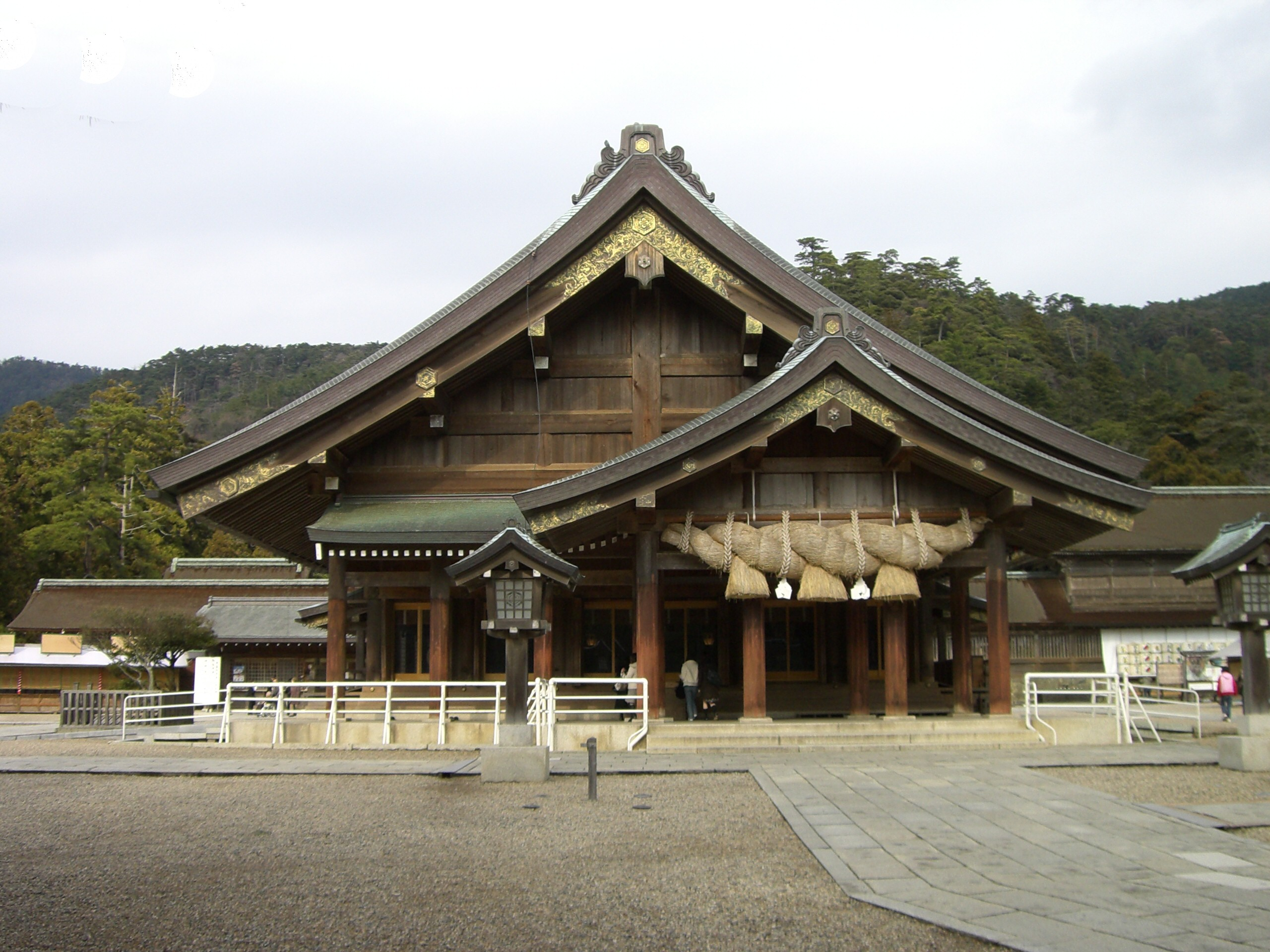
O Haiden de Izumo Taisha

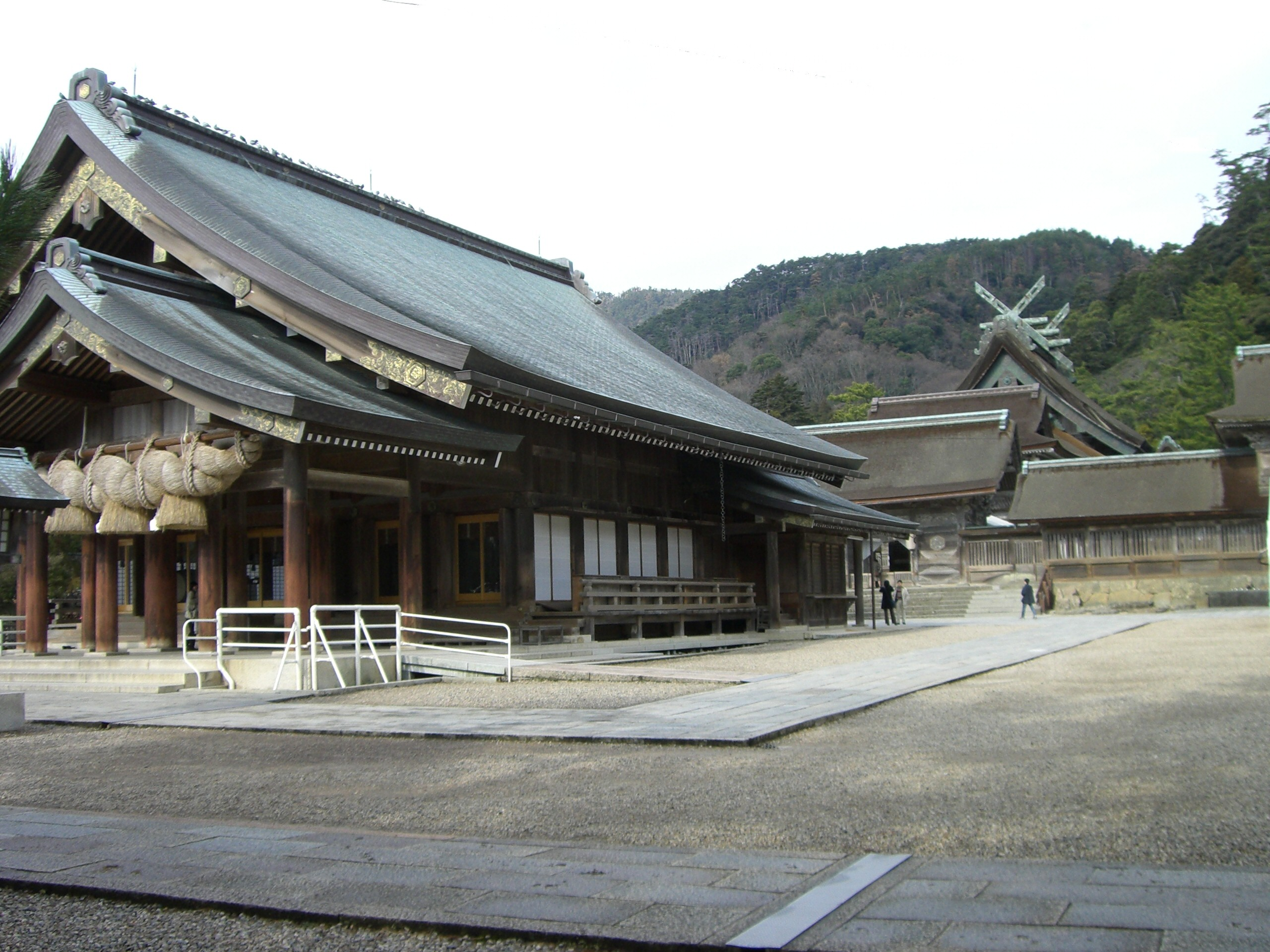
As grandes dimensões do Haiden sobrepõem-se às do Honden (ao fundo)

Izumo Taisha (em japonês 出雲大社) é um santuário xintoísta localizado a cerca de 30 quilómetros da cidade de Matsue, na província de Shimane, no Japão.
O Santuário de Izumo ou Izumo Taisha é um dos maiores e mais antigos santuários xintoístas do país. Está construído no sopé dos montes Kamiyama e Yakumo e é dedicado a Ookuninushi.
Conta a lenda que Ookuninushi terá oferecido a província de Izumo a Ninigi, um deus que tinha sido encarregado Amaterasu de pacificar o Japão e trazer ao Imperador os três tesouros sagrados (símbolo da descendência divina do Imperador): a espada (Kusanagi), o espelho (Yata no kagami) e a jóia (Yasakani no magatama). Agradecida pelo seu gesto Amaterasu ter-lhe-á oferecido o Santuário de Izumo Taisha.
Ookuninushi, cujo nome significa ("o senhor da terra") está, assim, associado ao processo de unificação do Japão, mas também à própria terra e à agricultura. Mais tarde, foi também associado à instituição do casamento.
As origens do santuário não são claras, sendo mencionado em crónicas antigas, como atingindo os 50 metros de altura e sendo o maior santuário do país. Parece certo que, por volta de 1200, durante o período Kamakura, após uma série de incêndios, terá sido reconstruído com a sua altura actual de 25 metros. Os edifícios actuais foram reconstruídos em 1744 e têm sofrido várias reconstruções.
O Izumo Taisha tem um estilo arquitectónico conhecido como Taisha-zukuri, marcado pela simplicidade das estruturas de madeira sem pintura. O Haiden é um edifício de grandes
dimensões que sobressai do conjunto, sobrepondo-se ao próprio Honden.
O Izumo Taisha como os outros santuários xintoístas, tem um calendário de celebrações próprio. A mais importante tem lugar no 10º mês do calendário lunar (normalmente em Novembro) em que se acredita que os kami de todo o Japão se reúnem em Izumo. É chamado kamiaritsuki ("o mês em que os kami estão presentes"), por oposição, no resto do país este é chamado kannadsuki "o mês sem kami", que se encontram em Izumo.

## Galeria

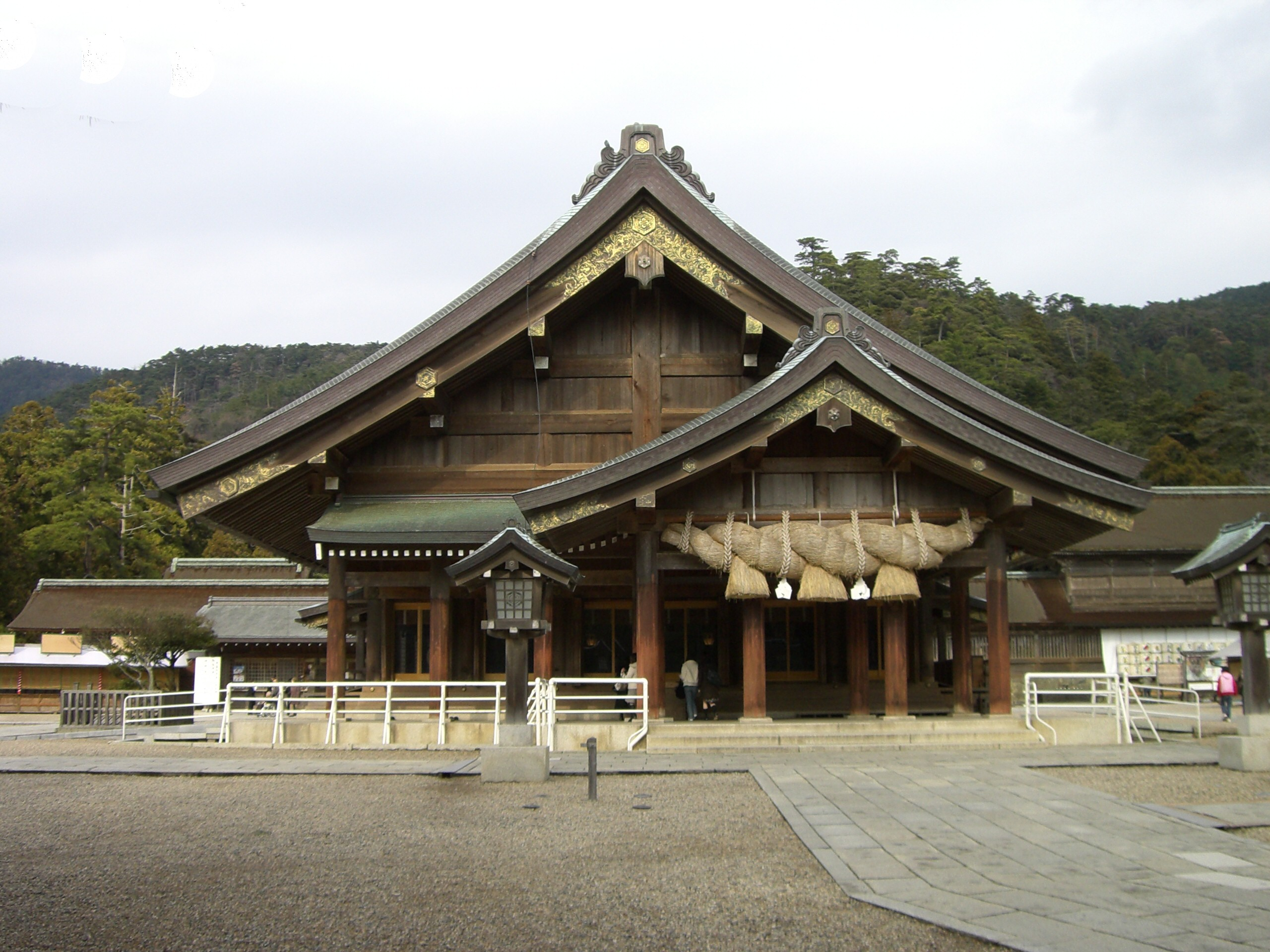
Haiden, salão de oração do templo.
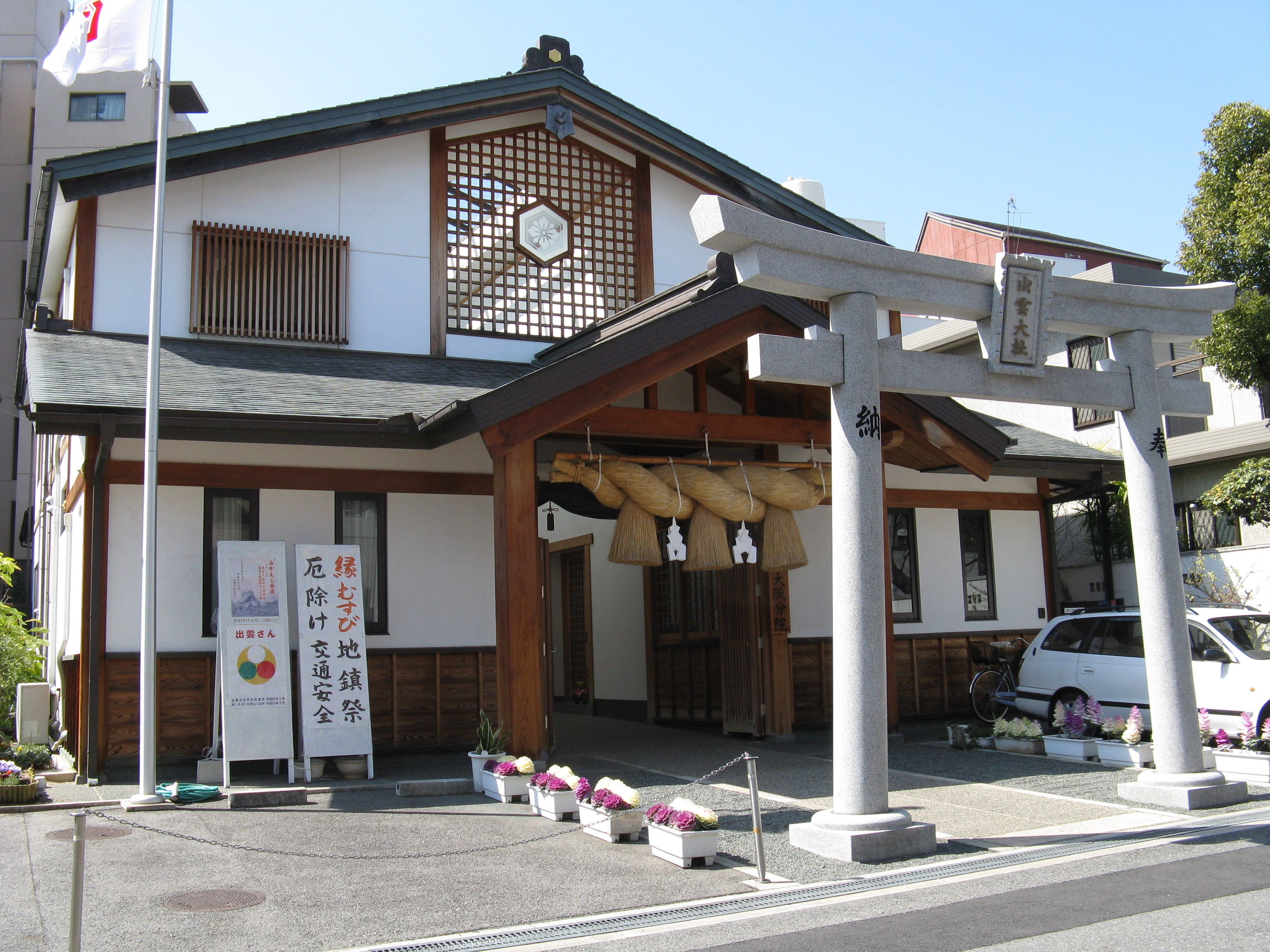
O hospital.
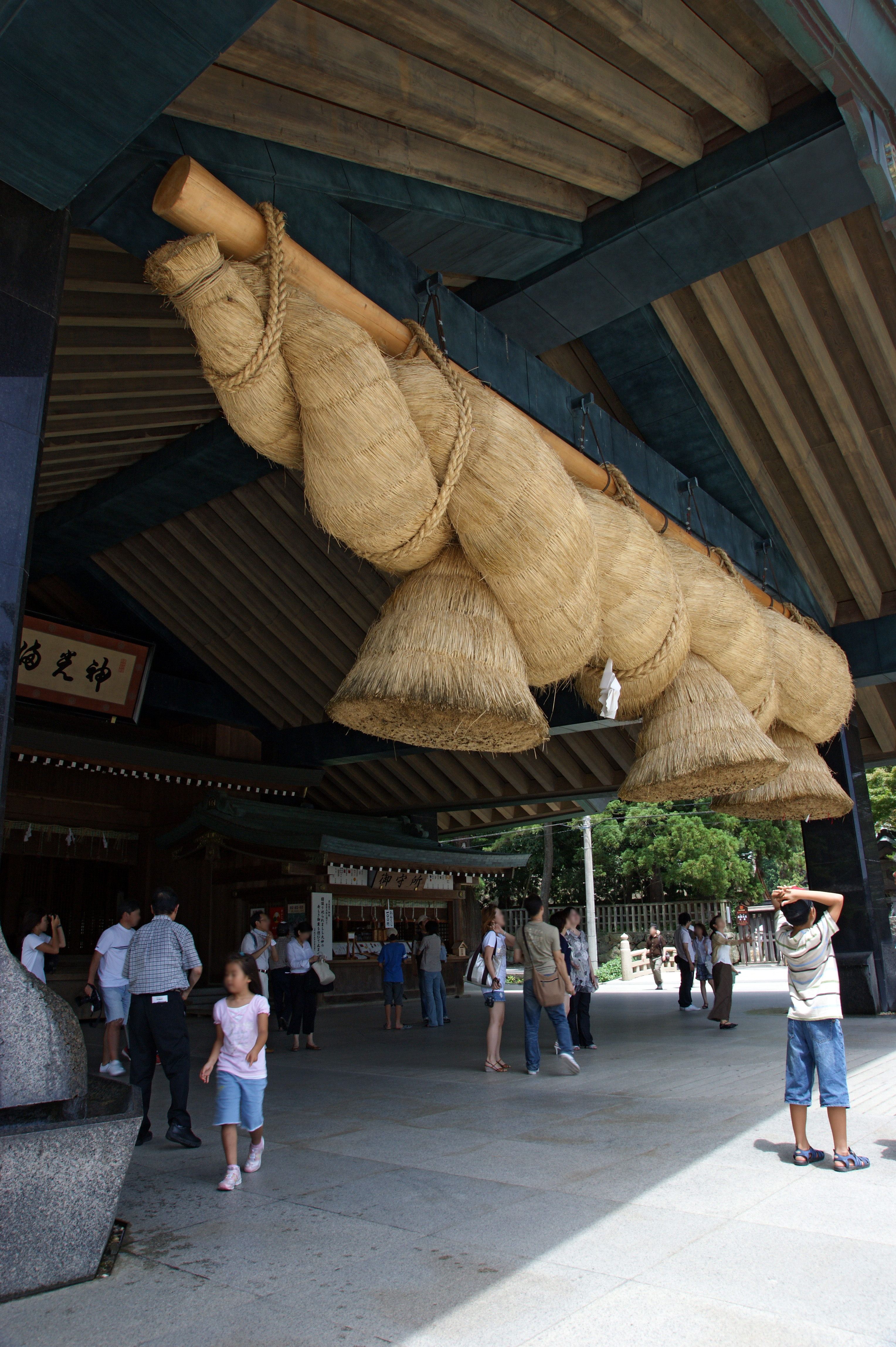
Izumo Taisha.
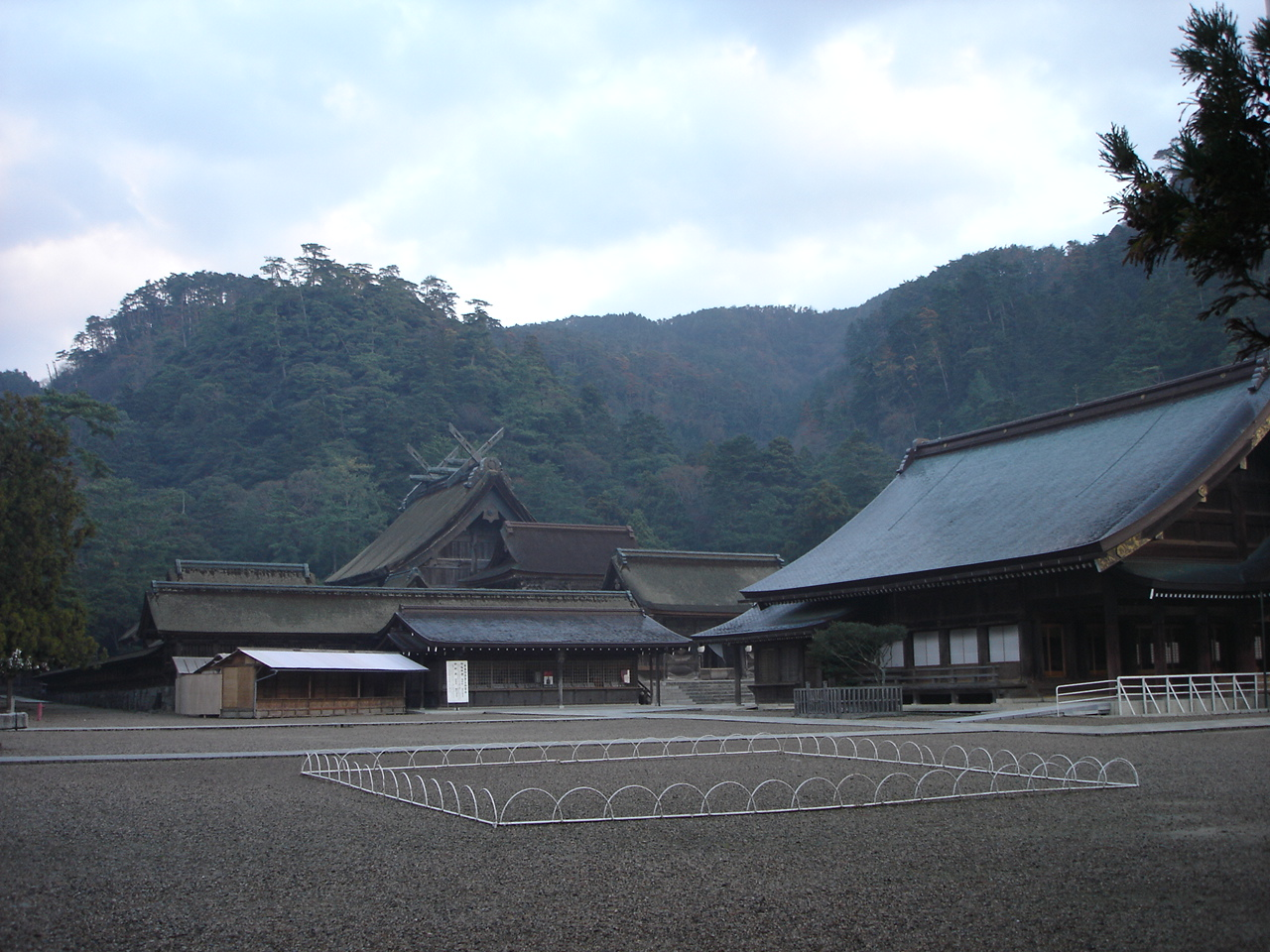
Honden.
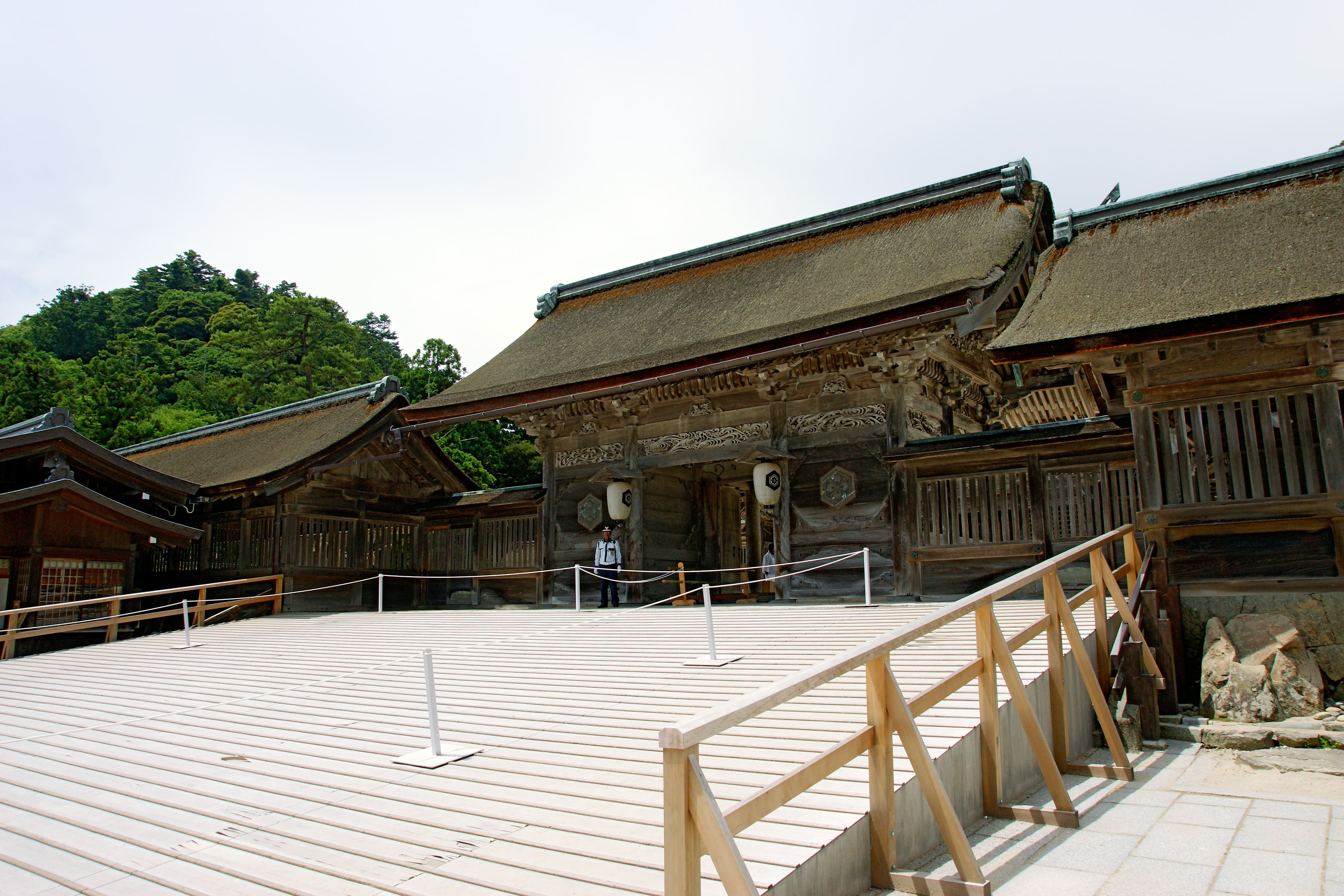
Rampa de acesso ao templo.
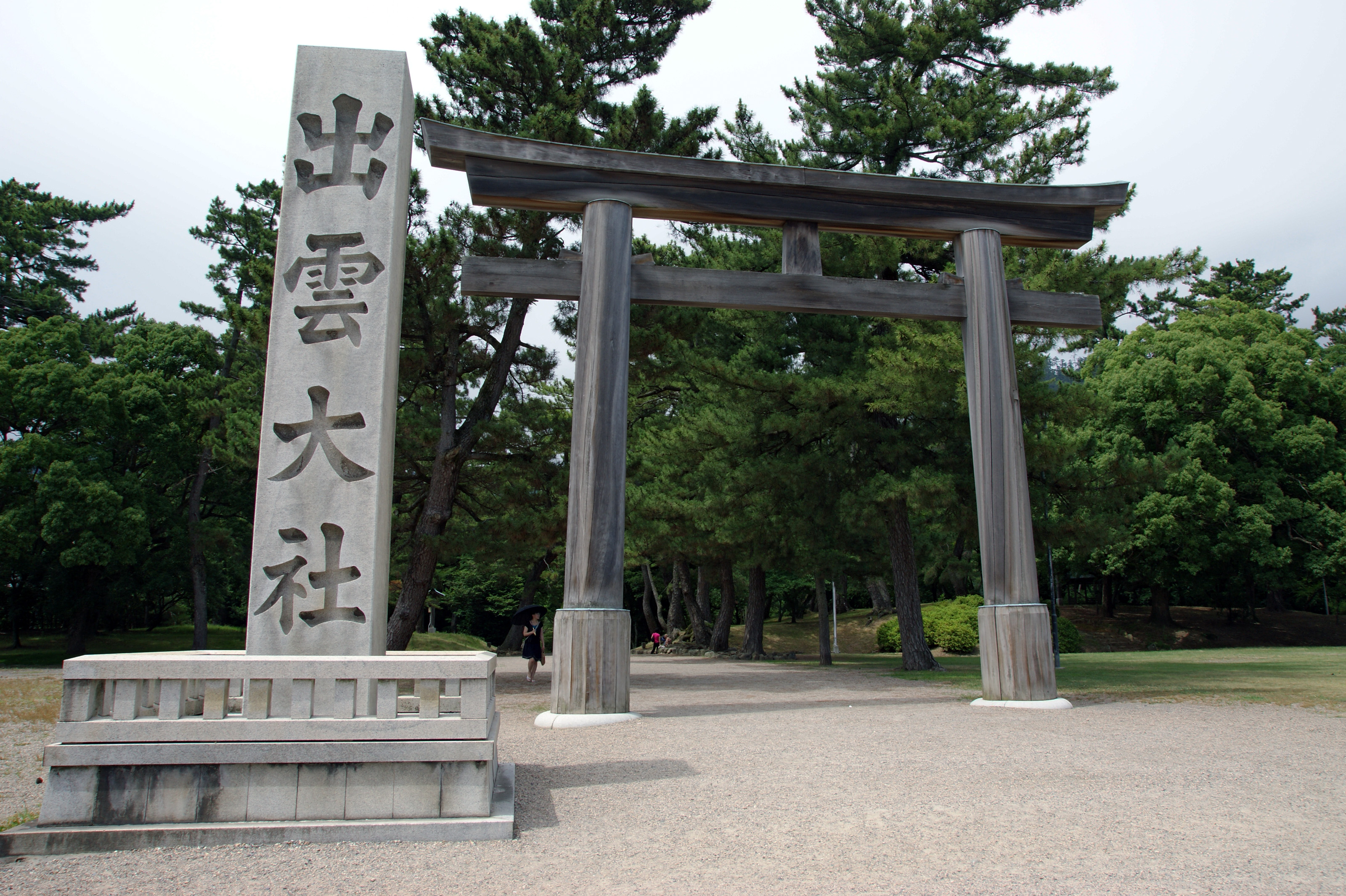
Torii.
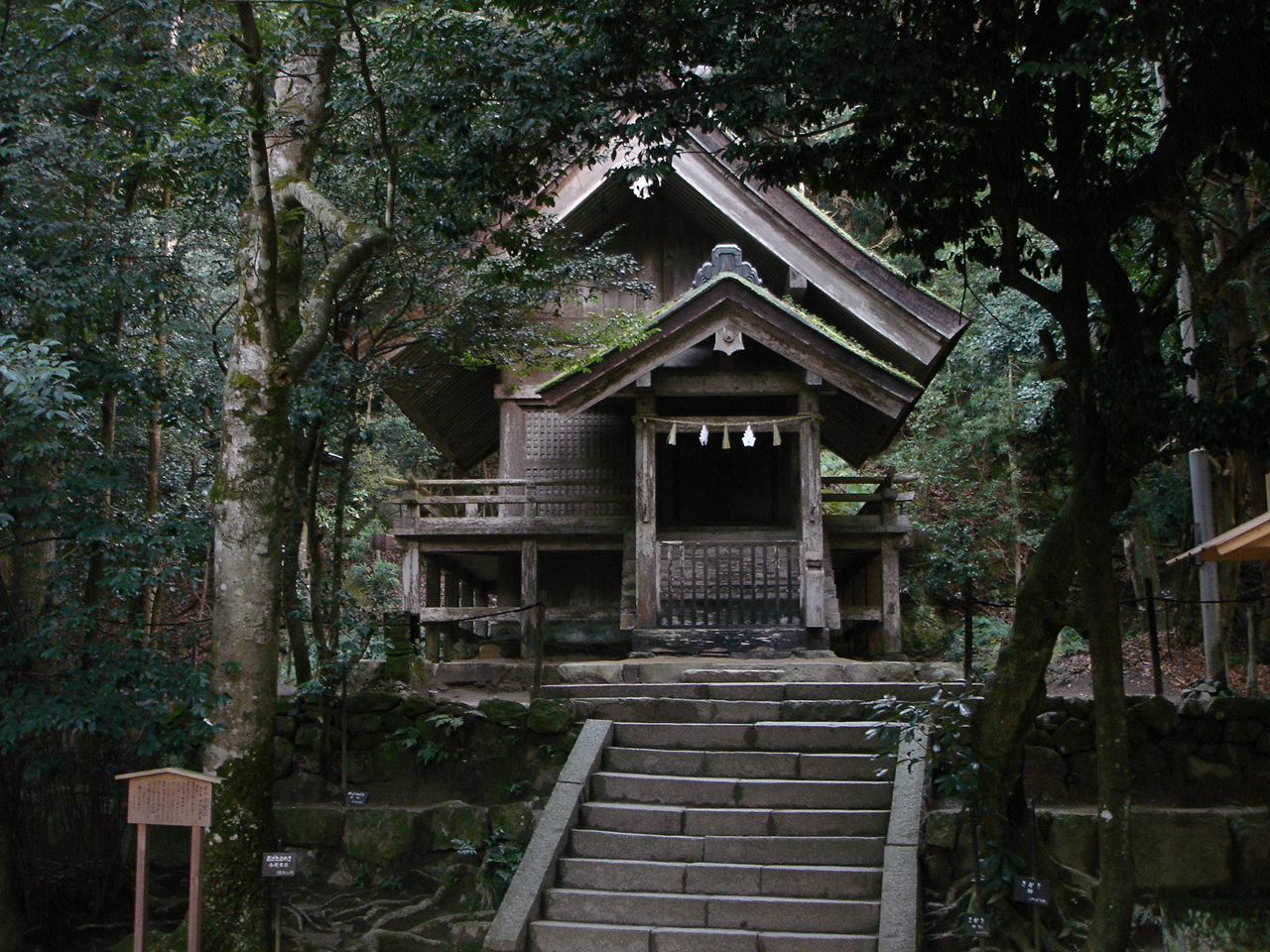
Templo de Soga-no-Yashiro.